# Woodstock (Île-du-Prince-Édouard)
Pour les articles homonymes, voir Woodstock.
Woodstock est une communauté du Canada située dans le comté de Prince sur l'Île-du-Prince-Édouard. Elle se trouve au nord-est d'O'Leary.